# Crécey-sur-Tille
Crécey-sur-Tille est une commune française située dans le département de la Côte-d'Or, en région Bourgogne-Franche-Comté.

## Géographie

### Climat
Pour des articles plus généraux, voir Climat de la Bourgogne-Franche-Comté et Climat de la Côte-d'Or.
En 2010, le climat de la commune est de type climat des marges montargnardes, selon une étude du Centre national de la recherche scientifique s'appuyant sur une série de données couvrant la période 1971-2000. En 2020, Météo-France publie une typologie des climats de la France métropolitaine dans laquelle la commune est exposée à un climat océanique altéré et est dans la région climatique  Lorraine, plateau de Langres, Morvan, caractérisée par un hiver rude (1,5 °C), des vents modérés et des brouillards fréquents en automne et hiver. 
Pour la période 1971-2000, la température annuelle moyenne est de 10,3 °C, avec une amplitude thermique annuelle de 17,3 °C. Le cumul annuel moyen de précipitations est de 874 mm, avec 12,5 jours de précipitations en janvier et 8,3 jours en juillet. Pour la période 1991-2020, la température moyenne annuelle observée sur la station météorologique de Météo-France la plus proche, « Auberive_sapc », sur la commune d'Auberive à 26 km à vol d'oiseau, est de 9,7 °C et le cumul annuel moyen de précipitations est de 943,1 mm,. Pour l'avenir, les paramètres climatiques de la commune estimés pour 2050 selon différents scénarios d'émission de gaz à effet de serre sont consultables sur un site dédié publié par Météo-France en novembre 2022.

## Urbanisme

### Typologie
Au 1er janvier 2024, Crécey-sur-Tille est catégorisée commune rurale à habitat dispersé, selon la nouvelle grille communale de densité à 7 niveaux définie par l'Insee en 2022.
Elle est située hors unité urbaine. Par ailleurs la commune fait partie de l'aire d'attraction de Dijon, dont elle est une commune de la couronne,. Cette aire, qui regroupe 333 communes, est catégorisée dans les aires de 200 000 à moins de 700 000 habitants,.

### Occupation des sols
L'occupation des sols de la commune, telle qu'elle ressort de la base de données européenne d’occupation biophysique des sols Corine Land Cover (CLC), est marquée par l'importance des forêts et milieux semi-naturels (66,8 % en 2018), une proportion identique à celle de 1990 (66,8 %). La répartition détaillée en 2018 est la suivante : forêts (66,8 %), terres arables (29,3 %), zones agricoles hétérogènes (2,4 %), prairies (1,4 %). L'évolution de l’occupation des sols de la commune et de ses infrastructures peut être observée sur les différentes représentations cartographiques du territoire : la carte de Cassini (XVIIIe siècle), la carte d'état-major (1820-1866) et les cartes ou photos aériennes de l'IGN pour la période actuelle (1950 à aujourd'hui).

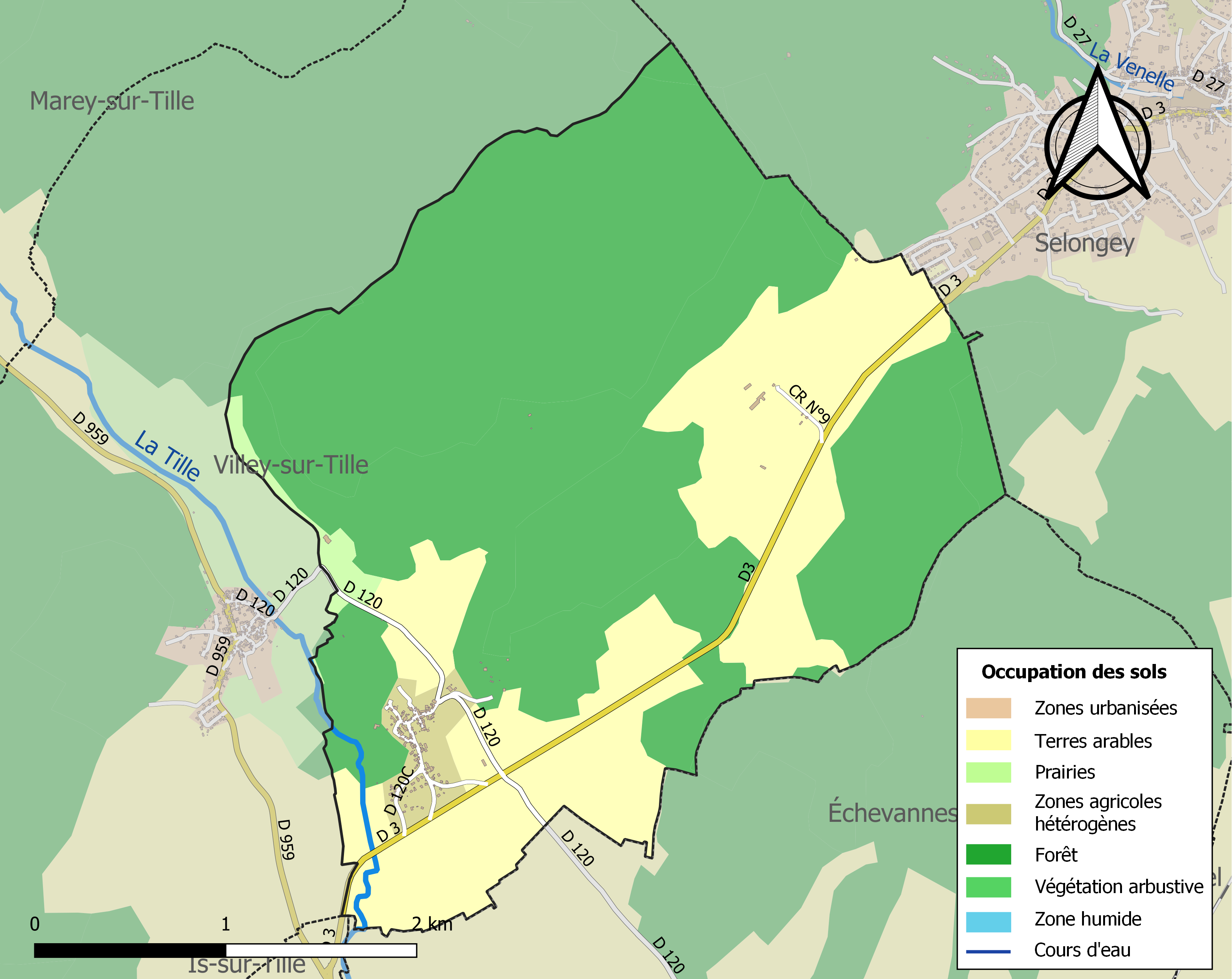
Carte des infrastructures et de l'occupation des sols de la commune en 2018 (CLC).

## Histoire

### Passé ferroviaire du village
|  |  |  |

De 1882 au 2 mars 1969, la commune a été traversée par la ligne de chemin de fer de Troyes à Gray, qui, venant de la gare de Châtillon-sur-Seine, suivait le cours de la Tille, s'arrêtait à la gare de Villey-Grécey, commune aux villages de  Villey-sur-Tille et de Crécey-sur-Tille, contournait le village par l'ouest, et ensuite se dirigeait vers la gare  d'Is-sur-Tille.

Comme au moment de la création de la ligne, chaque village voulait sa gare, le Conseil général pour satisfaire tout le monde, baptisait la gare du nom de deux communes limitrophes; la gare de Villey-Crécey est située sur le terroir de Villey-sur-Tille à environ 1 km du Crécey-sur-Tille.

L'horaire ci-dessus montre qu'en 1914, 4 trains s'arrêtaient chaque jour à la gare de Villey-Crécey  dans le sens Troyes-Gray et 4 autres dans l'autre sens.

À une époque où le chemin de fer était le moyen de déplacement le plus pratique, cette ligne connaissait un important trafic de passagers et de marchandises.
	
À partir de 1950, avec l'amélioration des routes et le développement du transport automobile, le trafic ferroviaire a périclité et la ligne a été fermée le 2 mars 1969 au trafic voyageurs. Encore en place, elle est utilisée épisodiquement pour un service de maintenance.

## Politique et administration
| Période                                  | Période   | Identité          | Étiquette | Qualité                                                            |
| ---------------------------------------- | --------- | ----------------- | --------- | ------------------------------------------------------------------ |
| avant 1988                               | ?         | Henri Poncet      |           |                                                                    |
| mars 2001                                | juin 2006 | Bernard Chevalier |           | Agriculteur, Président de la Chambre d'Agriculture de la Côte-d'Or |
| juin 2006                                | 2014      | Hubert Lasserteux |           |                                                                    |
| 2014                                     | En cours  | Elisabeth Viénot  |           |                                                                    |
| Les données manquantes sont à compléter. |           |                   |           |                                                                    |

## Démographie
L'évolution du nombre d'habitants est connue à travers les recensements de la population effectués dans la commune depuis 1793. Pour les communes de moins de 10 000 habitants, une enquête de recensement portant sur toute la population est réalisée tous les cinq ans, les populations de référence des années intermédiaires étant quant à elles estimées par interpolation ou extrapolation. Pour la commune, le premier recensement exhaustif entrant dans le cadre du nouveau dispositif a été réalisé en 2004.

En 2022, la commune comptait 125 habitants, en évolution de −14,97 % par rapport à 2016 (Côte-d'Or : +0,82 %, France hors Mayotte : +2,11 %).
| 1793 | 1800 | 1806 | 1821 | 1831 | 1836 | 1841 | 1846 | 1851 |
| ---- | ---- | ---- | ---- | ---- | ---- | ---- | ---- | ---- |
| 247  | 273  | 256  | 253  | 259  | 248  | 255  | 238  | 225  |

| 1856 | 1861 | 1866 | 1872 | 1876 | 1881 | 1886 | 1891 | 1896 |
| ---- | ---- | ---- | ---- | ---- | ---- | ---- | ---- | ---- |
| 230  | 208  | 201  | 207  | 193  | 205  | 189  | 177  | 185  |

| 1901 | 1906 | 1911 | 1921 | 1926 | 1931 | 1936 | 1946 | 1954 |
| ---- | ---- | ---- | ---- | ---- | ---- | ---- | ---- | ---- |
| 168  | 167  | 150  | 167  | 213  | 174  | 149  | 136  | 129  |

| 1962 | 1968 | 1975 | 1982 | 1990 | 1999 | 2004 | 2006 | 2009 |
| ---- | ---- | ---- | ---- | ---- | ---- | ---- | ---- | ---- |
| 138  | 136  | 133  | 107  | 124  | 164  | 173  | 177  | 147  |

| 2014 | 2019 | 2022 | - | - | - | - | - | - |
| ---- | ---- | ---- | - | - | - | - | - | - |
| 149  | 131  | 125  | - | - | - | - | - | - |

## Culture locale et patrimoine

### Lieux et monuments
- Croix du bourg.
- Église de la Nativité.
- Fontaine-lavoir du bourg.
- Monument aux morts.

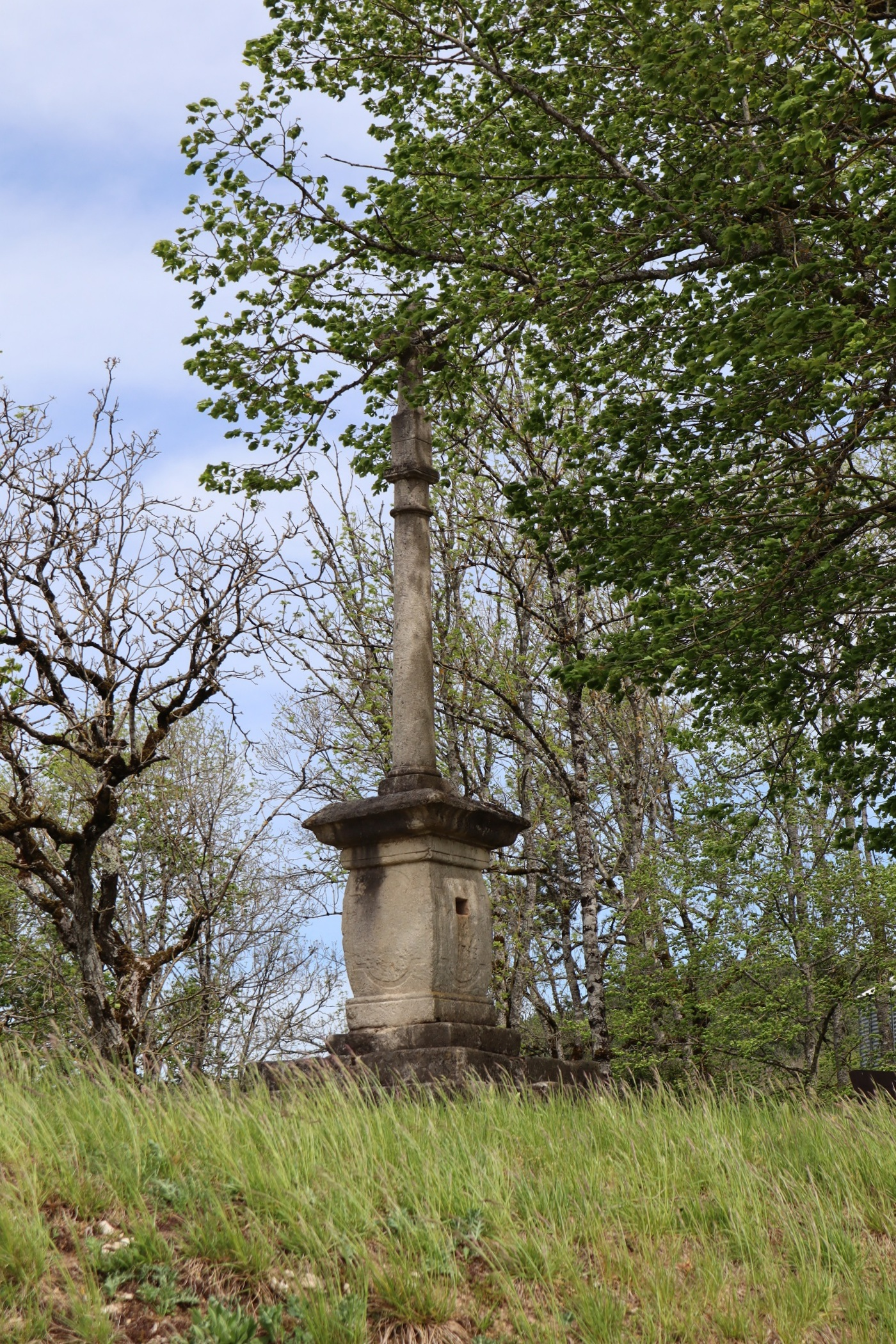
Croix à l'entrée du bourg.
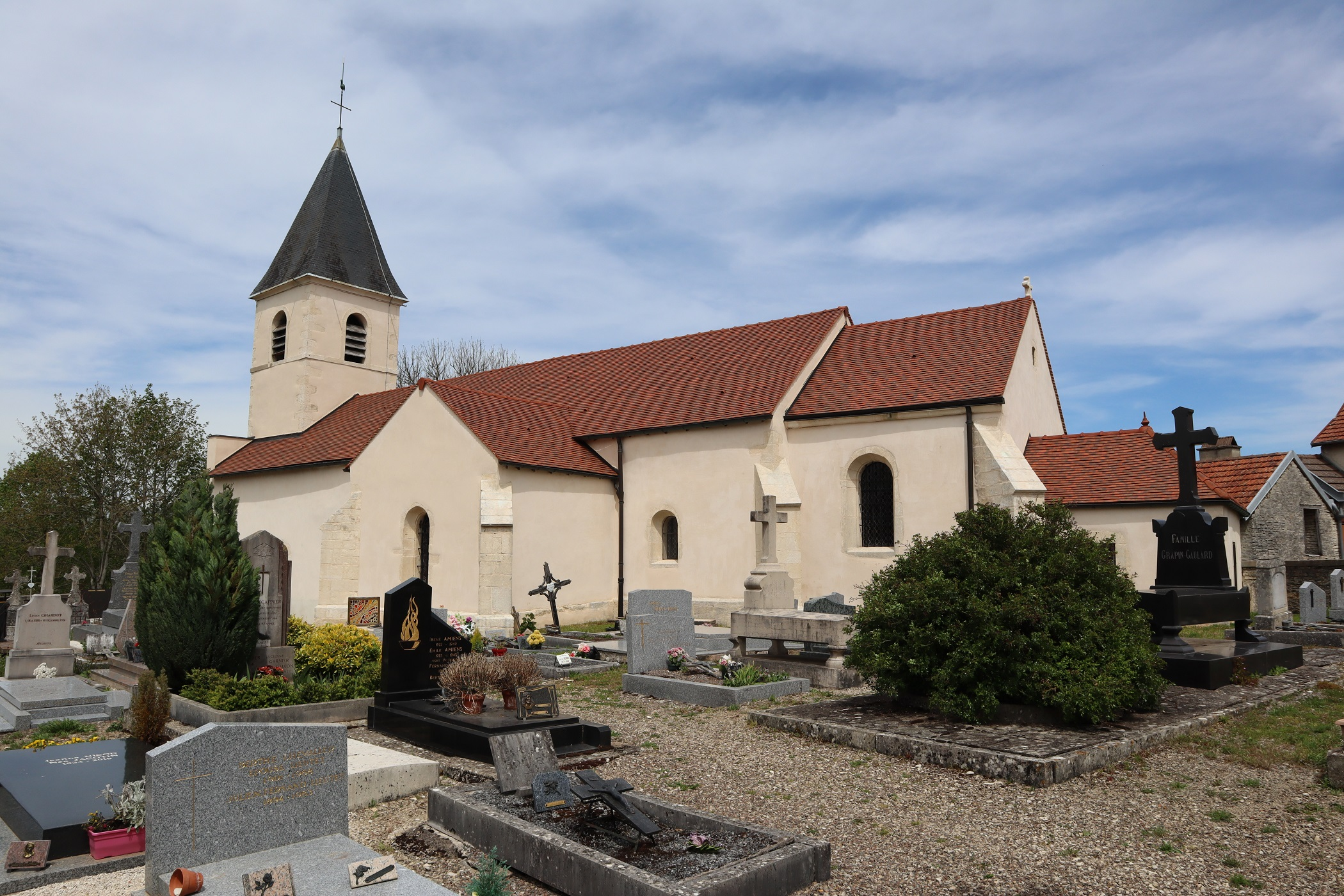
Église de la Nativité.
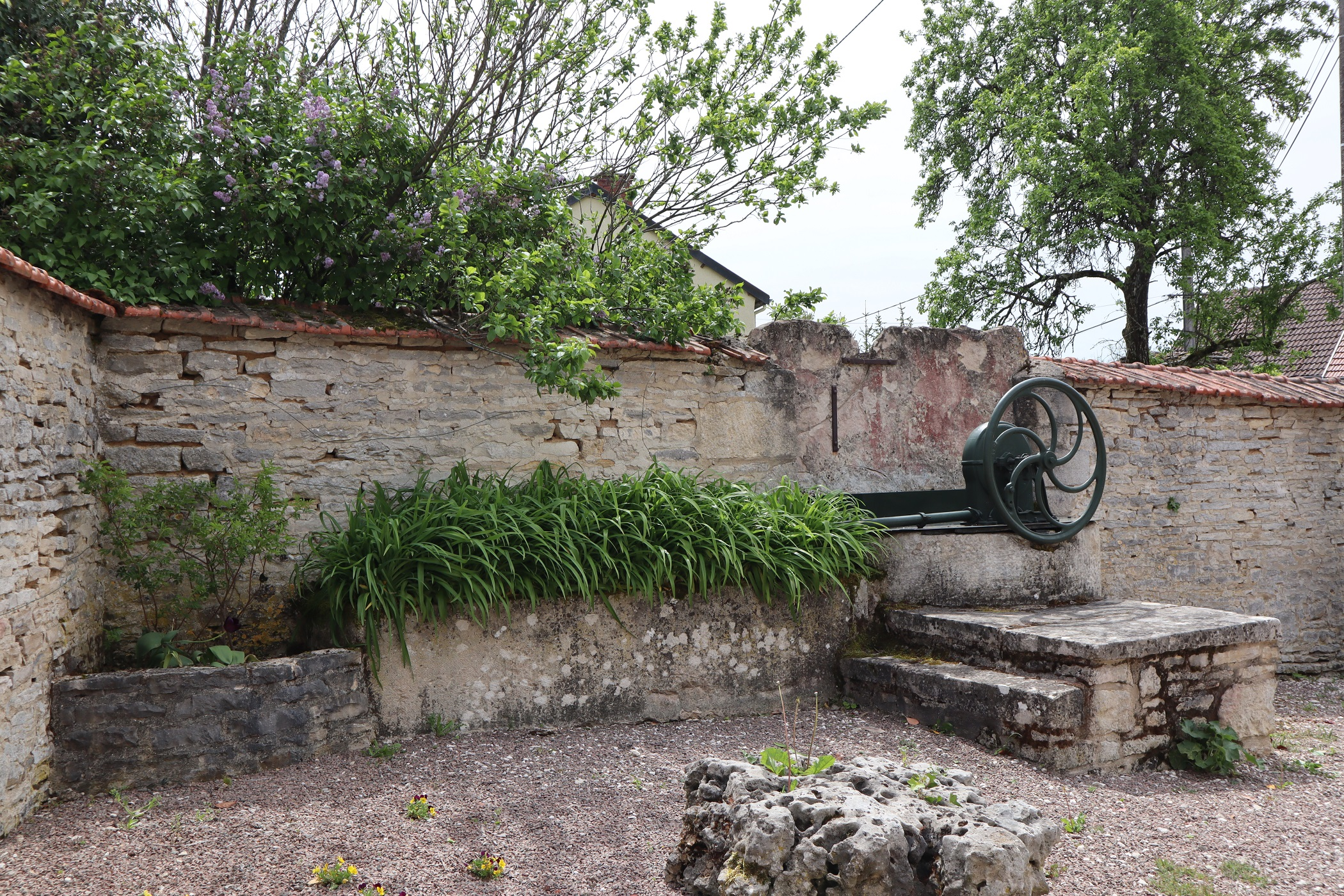
Fontaine-lavoir du bourg.
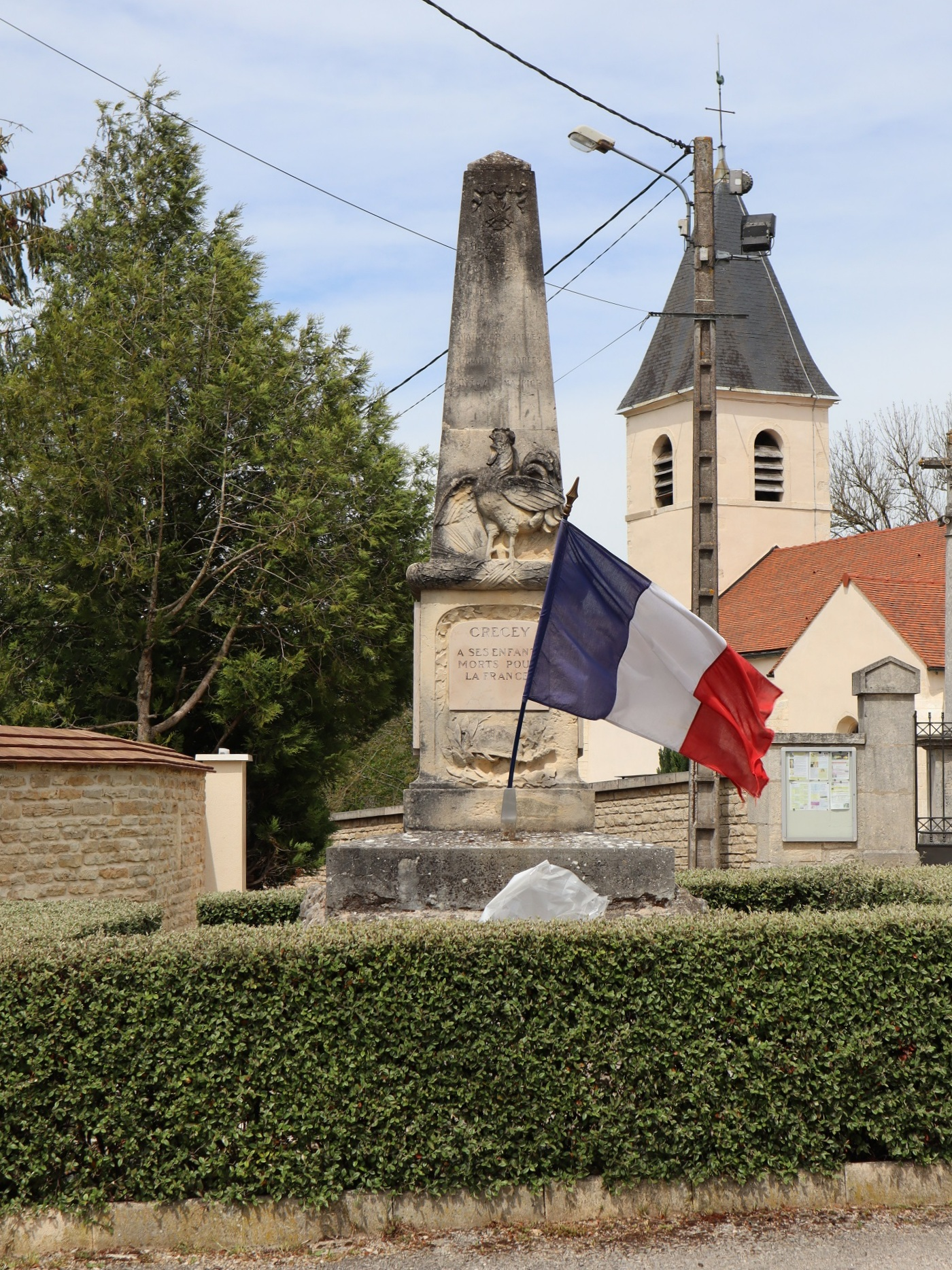
Monument aux morts.

### Personnalités liées à la commune
- François Bony (1772 Crécey-sur-Tille - 1848 Dijon), général d'Empire.